# Lombardy (Ontario)
Lombardy, in Ontario, è una comunità nella Township of Rideau Lakes, della contea di Leeds e Grenville, nell'Ontario orientale. Le sue comunità più vicine sono la città  di Smiths Falls a nord-est, Rideau Ferry e Perth a ovest, Portland (Ontario), a sud-ovest. Il centro abitato ospita circa 100 residenti, molti dei quali abitano le zone rurali che lo circondano. L'unico negozio presente sul territorio è un Vape Shop, che in precedenza era un ristorante.

## Storia
Sebbene il nome sia il medesimo della regione italiana con lo stesso nome, la comunità dell'Ontario deve il suo nome a Francis Lombard, un soldato francese che si stabilì nella zona all'inizio degli anni venti dell'Ottocento. La cittadina è informalmente nota anche con altri nomi, tra cui Landon's Corners, Landon's Mills, Lombard's Corners e South Elmsley. Sfruttando la sua vicinanza a Otter Creek, nel centro abitato furono costruiti numerosi mulini, botteghe, alberghi e taverne, che servivano i viaggiatori di passaggio.

## Servizi
La comunità ha due chiese, la chiesa cattolica del Santissimo Sacramento e la chiesa anglicana della Santissima Trinità. Dispone di una scuola elementare, che funge anche da biblioteca pubblica. La polizia provinciale dell'Ontario si trova sulla Highway 15.
La campagna circostante ospita numerosi splendidi laghi tra cui il lago Rideau, il lago Bass e il lago Otter. Inoltre, l'area vanta numerose attrazioni turistiche, tra cui diversi campeggi, come il Bass Lake Lodge, il Sandy Beach (Otter Lake), Moonlight Bay e Camp Otterdale, oltre al Lombard Glen Golf and Country Club.
È anche sede della Lombardy Agricultural Hall and Fairgrounds, che ogni anno in ogni weekend di Agosto ospita la locale fiera. La fiera ha festeggiato il suo 155º anniversario nel 2021. La fiera ospita anche vari eventi come vendite all'asta, mostre di automobili, spettacoli con armi, festival musicali, mostre canine e un ballo.